# Cabolafuente
Cabolafuente è un comune spagnolo di 54 abitanti situato nella comunità autonoma dell'Aragona, Provincia di Saragozza, Comunidad de Calatayud.